# Relaciones España-República Dominicana
Las relaciones España-República Dominicana son las relaciones diplomáticas entre el Reino de España y la República Dominicana. Sus relaciones bilaterales son excelentes y de apoyo mutuo. Ambos países son miembros de pleno derecho de la ABINIA, la ASALE, la AICO, el CAF, la CEPAL, el CERLALC, la COMJIB, la COPANT, la FELABAN, la Fundación EU-LAC, el IICA, la OEI, la OISS, la OIJ, la ONU y la SEGIB. También comparten su pertenencia al sistema de Cumbres Iberoamericanas.

## Relaciones históricas

### Época colonial

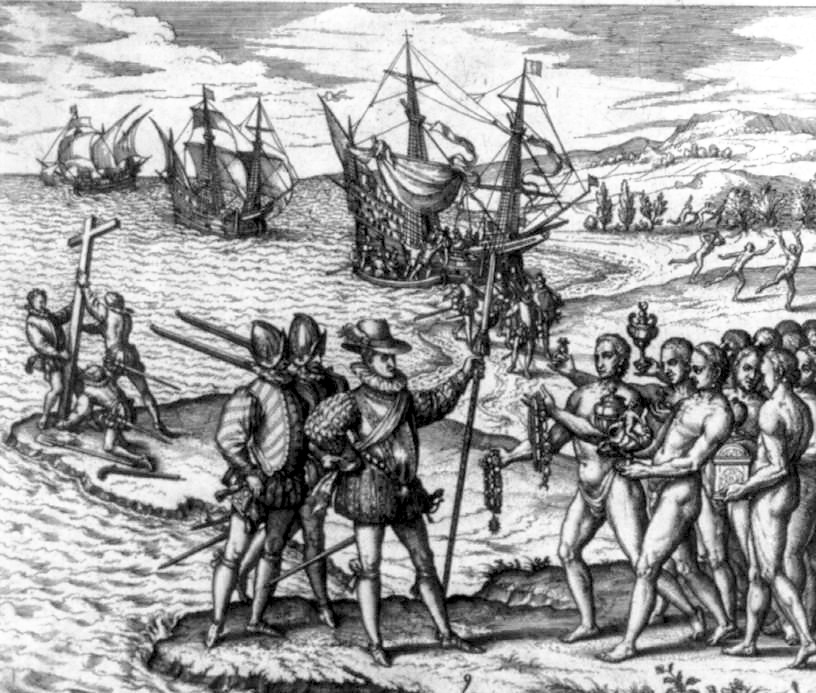
Cristóbal Colón llegando a La Española en diciembre de 1492.

El explorador Cristóbal Colón llegó a la isla en su primer viaje el 5 de diciembre de 1492, dándole el nombre de La Española. Creyendo que los europeos eran de alguna forma sobrenatural, los taínos les dieron la bienvenida con todos los honores. Era una sociedad totalmente distinta de la que venían los europeos. Guacanagarix, el jefe anfitrión que dio la bienvenida a Cristóbal Colón y sus hombres, los trató con amabilidad y les dio todo lo que deseaban. Sin embargo, el sistema igualitario de los taínos se enfrentó a las estructuras del sistema feudal de los europeos. Esto llevó a los europeos a creer que los taínos eran débiles, y comenzaron a tratar a las tribus con más violencia. Colón intentó mitigar esto cuando él y sus hombres se marcharon de Quisqueya - dejando a los tainos con una buena primera impresión.
Colón había consolidado una firme alianza con Guacanagarix, quien era un poderoso jefe de la isla. Visto como débil por los españoles e incluso por algunos de su propio pueblo, Guacanagarix intentó llegar a un acuerdo con los españoles, quienes veían su sosiego como el de alguien sometido. El poderoso cacique de Maguana, Caonabo, no podía soportar las afrentas y atacó a los europeos, destruyendo el fuerte La Navidad. Guacanagarix estaba consternado por este giro de los acontecimientos, pero no hizo nada para ayudar, probablemente esperando que los importunos extranjeros no regresaran. Sin embargo, regresaron.
En 1493, Colón regresó a la isla en su segundo viaje y fundó la primera colonia española en el Nuevo Mundo, la ciudad de La Isabela. En 1496, su hermano, Bartolomé Colón, estableció el asentamiento Santo Domingo de Guzmán en la costa sur, que se convirtió en la nueva capital. Se estima que los 400,000 taínos que vivían en la isla fueron esclavizados antes de trabajar en las minas de oro. Como consecuencia de la opresión, el trabajo forzoso, el hambre, las enfermedades y asesinatos en masa, se estima que para el 1508 ese número se había reducido a alrededor de 50,000. En 1535, solo 6,000 estaban vivos.
En 1501, los monarcas españoles, Fernando e Isabel, concedieron el primer permiso a los colonizadores del Caribe para importar esclavos africanos, los cuales comenzaron a llegar a la isla en 1503. En 1510, la primera gran expedición, que consistió en 250 negros ladinos, llegó a La Española desde España. Ocho años más tarde los esclavos de origen africano llegaron a las Indias Occidentales. La caña de azúcar fue introducida a La Española desde las islas Canarias, y el primer ingenio azucarero en el Nuevo Mundo fue establecido en 1516, en La Española.

### Independencia
Las autoridades españolas mostraron poco interés en su colonia restaurada, y el período siguiente se recuerda como la España Boba. Las grandes familias ganaderas como la del futuro terrateniente y primer presidente dominicano Pedro Santana llegaron a ser los líderes en el sureste, la ley del "machete" gobernó por un tiempo. El exgobernador y teniente José Núñez de Cáceres declaró la independencia de la colonia como el estado del Haití Español el 1 de diciembre de 1821, solicitando la admisión a la República de la Gran Colombia, pero las fuerzas de Haití dirigidas por Jean-Pierre Boyer ocuparon el país nueve semanas más tarde.
El 9 de febrero de 1822, Boyer entró formalmente en la capital, Santo Domingo, donde fue recibido por Núñez de Cáceres que le ofreció las llaves del palacio. Boyer rechazó la oferta diciendo: "No he venido a esta ciudad como un conquistador sino por la voluntad de sus habitantes".

## Relaciones diplomáticas

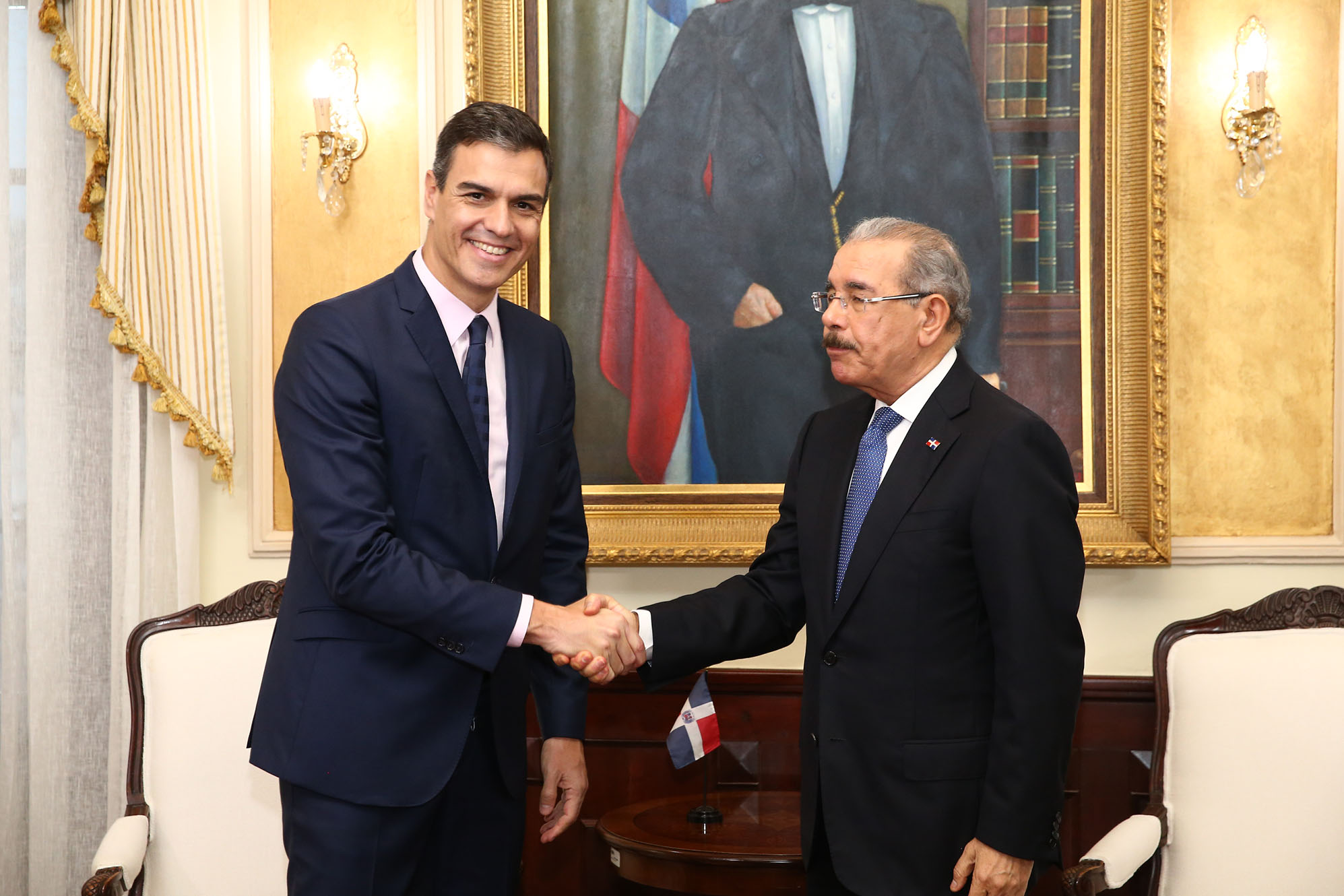
Presidente dominicano Danilo Medina y el presidente del Gobierno español Pedro Sánchez en Santo Domingo, 2019.

Las relaciones diplomáticas entre el Reino de España y la República Dominicana se iniciaron mediante la firma del Tratado de Reconocimiento, Paz, Amistad y Comercio de 1855. Estas relaciones se basan en principios compartidos como la democracia, la apertura económica y la protección de los derechos humanos. Durante la guerra civil española (1936-1939), la República Dominicana bajo la Presidencia Rafael Trujillo apoyó a la Facción nacionalista del General Francisco Franco. Aunque era partidario de Franco, la República Dominicana permitió la entrada de varios miles de refugiados republicanos españoles que huían de España para buscar refugio en el país. En 1954, el Dictador Rafael Trujillo hizo una visita oficial a España y se reunió con el Dictador Francisco Franco. 
Después de la muerte de Francisco Franco en 1975, España inició la transición a la democracia y restableció la monarquía. En junio de 1976, los reyes españoles, Juan Carlos I y Sofía de Grecia, realizaron una visita a la República Dominicana en su primer viaje internacional. Los reyes visitarían el país en tres ocasiones más. Ha habido varias visitas de alto nivel de líderes de ambas naciones y los dos países trabajan estrechamente dentro de la OEI.
Los lazos históricos, culturales, humanos, políticos, económicos y lingüísticos que unen a ambas naciones refuerzan una relación bilateral buena. Muestra de ello son las muy frecuentes visitas de Ministros, altos cargos y personalidades de ambos países. Puede decirse que República Dominicana por tradición y por vocación es un país que fomenta su herencia hispánica, lo que facilita que los puntos de vista políticos en muchos casos sean convergentes. Así, la República Dominicana se cuenta entre los firmes defensores del sistema de Cumbres Iberoamericanas, y los apoyos mutuos son constantes. Además, República Dominicana cuenta con un Centro Cultural de España en Santo Domingo.

## Relaciones bilaterales
A lo largo de los años, ambas naciones han firmado varios acuerdos bilaterales, como un Tratado de Reconocimiento, Paz, Amistades, Comercio, Navegación y Extradición (1855); Acuerdo sobre propiedad literaria, artística y científica (1930); Acuerdo sobre emigración hispano-dominicana (1956); Acuerdo sobre la doble nacionalidad (1968); Acuerdo de transporte aéreo (1968); Acuerdo de Cooperación Económica (1973); Tratado de Extradición y Asistencia Judicial (1981); Acuerdo de Cooperación Científica y Técnica (1988); Acuerdo de Cooperación Cultural y Educativa (1988); Acuerdo sobre Protección y Promoción Recíproca de Inversiones (1996); Acuerdo sobre la Regulación de los Trabajadores Migrantes (2001); Acuerdo de Seguridad Social (2004) y un Acuerdo para evitar la doble imposición (2014).

## Transporte
Hay vuelos directos entre ambas naciones con las siguientes aerolíneas: Air Europa,  Iberia, Iberojet y World2fly.

## Relaciones económicas

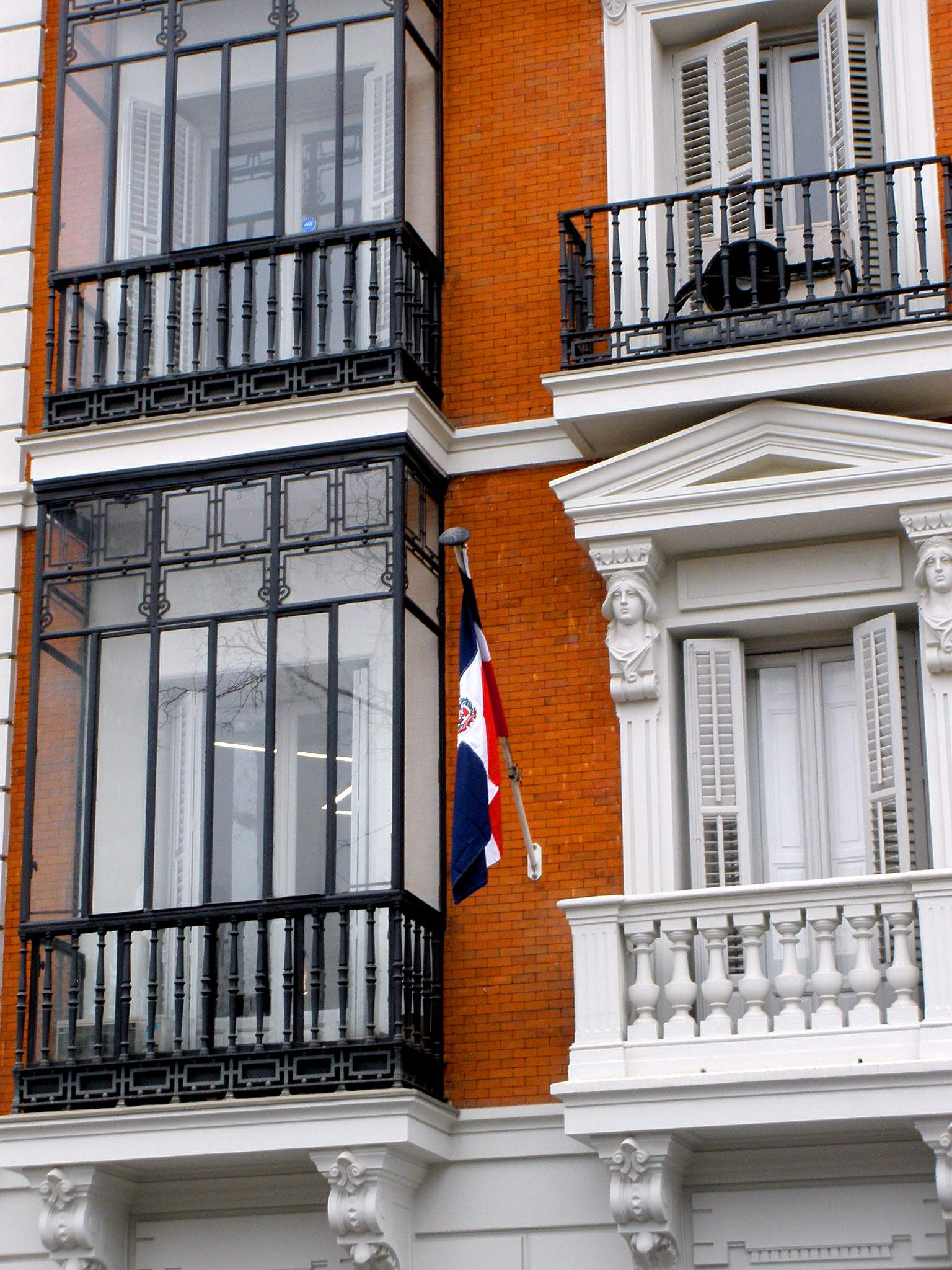
Embajada de la República Dominicana en Madrid.

En 2016, el comercio entre España y la República Dominicana ascendió a €664 millones de euros. Las principales exportaciones de España a la República Dominicana incluyen: maquinaria, vino, material de construcción, equipos electrónicos, aceite de oliva y medicina. Las principales exportaciones de la República Dominicana a España incluyen: ron, cacao, equipos médicos, cigarros, frutas, tabaco y equipos electrónicos. España es el tercer mayor inversor extranjero de la República Dominicana (después de los Estados Unidos y Canadá). En 2015, las inversiones españolas en República Dominicana totalizaron a €926 millones de euros. Empresas multinacionales españolas como Mapfre, Telefónica e Inditex operan en la República Dominicana.

## Misiones diplomáticas residentes
- España tiene una embajada en Santo Domingo.[12]
- República Dominicana tiene una embajada en Madrid y consulados-generales en Barcelona y en Santa Cruz de Tenerife y consulados en Sevilla y en Valencia.[13]